# 김상원 (2000년)
김상원(2000년 3월 20일 ~ )은 대한민국의 축구 선수로, 포지션은 수비수이다.